# 比瓜苏
比瓜苏是巴西圣卡塔琳娜州的一个市镇。总面积325平方公里，总人口53499人，人口密度164.6人/平方公里。